# Eleição federal na Alemanha em 2013
As eleições federais na Alemanha em 2013 realizaram-se no domingo 22 de setembro de 2013 e serviram para eleger os 631 deputados para o Bundestag.
Os resultados das eleições deram uma enorme vitória aos partidos irmãos de centro-direita, União Democrata-Cristã e União Social-Cristã, que obtiveram o melhor resultado desde 1990, conquistando 41,5% dos votos e 311 deputados, ficando a, apenas, 5 deputados da maioria absoluta. A este resultado da CDU/CSU muito se deve à enorme popularidade da chanceler Angela Merkel e, também, à estável situação económico-financeira que a Alemanha atravessa, com uma baixa taxa de desemprego e um orçamento equilibrado.
O Partido Social-Democrata, que vinha do pior resultado eleitoral em 2009 (23,0% e 146 deputados), teve uma subida de votos e deputados, conquistando 25,7% dos votos e 193 deputados. Apesar desta pequena recuperação, este resultado do SPD foi um dos piores da sua história, muito devido à falta de um líder carismático e, também, a incapacidade de apresentar uma alternativa credível face à popularidade de Merkel.
A Esquerda, apesar de ter caído dos 11,9% e 76 deputados de 2009 para 8,6% e 64 deputados, conseguiu um feito histórico: pela primeira vez, foi o terceiro partido mais votado da Alemanha, apenas atrás dos grandes partidos, CDU e SPD.
A Aliança 90/Os Verdes, que tinha, inicialmente, grandes expectativas eleitorais, foi um dos grandes derrotados, passando dos 10,7% e 68 deputados de 2009 para 8,4% e 63 deputados. Um escândalo de pedofilia, combinado com a desconfiança do eleitorado face ao programa económico apresentado, justificam o mau resultado obtido pelos Verdes.
O Partido Democrático Liberal, que vinha do seu melhor resultado eleitoral em 2009, foi o grande derrotado das eleições, obtendo o seu pior resultado eleitoral, ficando-se, apenas, pelos 4,8% dos votos e, pela primeira vez na sua história, não obteve representação parlamentar. A falta de renovação do FDP e o forte crescimento eleitoral da CDU/CSU, em muito, justificam o péssimo resultado dos liberais.
Por fim, destacar os 4,7% do recém-formado partido anti-Euro, Alternativa para a Alemanha, falhando por muito pouco a entrada no parlamento e, também, o péssimo resultado do Partido Pirata, com apenas 2,2% dos votos, quando chegou a ter sondagens que indicavam a hipótese de poder entrar no parlamento.
Após as eleições, CDU/CSU e SPD chegaram a acordo, formando o terceiro governo de "Grande Coligação" e, com Angela Merkel continuando como chanceler, liderando o segundo governo de "Grande Coligação".

## Resultados Oficiais

### Método Proporcional (Lista)
| Partido                     | Partido                      | Partido                      | Lista de Partido | Lista de Partido | Lista de Partido | Lista de Partido | Lista de Partido |
| Partido                     | Partido                      | Partido                      | Votos            | %                | +/-              | Deputados        | +/-              |
| --------------------------- | ---------------------------- | ---------------------------- | ---------------- | ---------------- | ---------------- | ---------------- | ---------------- |
|                             |                              | União Democrata-Cristã       | 14 921 877       | 34,13 / 100,00   | 6,86             | 64 / 332         | 43               |
|                             | União Social-Cristã          | 3 243 569                    | 7,42 / 100,00    | 0,89             | 11 / 332         | 11               |                  |
| CDU/CSU                     | CDU/CSU                      | 18 165 446                   | 41,55 / 100,00   | 7,75             | 75 / 332         | 54               |                  |
|                             | Partido Social-Democrata     | Partido Social-Democrata     | 11 252 215       | 25,73 / 100,00   | 2,70             | 135 / 332        | 53               |
|                             | A Esquerda                   | A Esquerda                   | 3 755 699        | 8,59 / 100,00    | 3,30             | 60 / 332         | Estável          |
|                             | Aliança 90/Os Verdes         | Aliança 90/Os Verdes         | 3 694 057        | 8,45 / 100,00    | 2,26             | 62 / 332         | 5                |
| Barreira Eleitoral de 5,00% |                              |                              |                  |                  |                  |                  |                  |
|                             | Partido Democrático Liberal  | Partido Democrático Liberal  | 2 083 533        | 4,76 / 100,00    | 9,80             | 0 / 332          | 93               |
|                             | Alternativa para a Alemanha  | Alternativa para a Alemanha  | 2 056 985        | 4,70 / 100,00    | Novo             | 0 / 332          | Novo             |
|                             | Partido Pirata               | Partido Pirata               | 959 177          | 2,19 / 100,00    | 0,24             | 0 / 332          | Estável          |
|                             | Partido Nacional Democrático | Partido Nacional Democrático | 560 828          | 1,28 / 100,00    | 0,19             | 0 / 332          | Estável          |
|                             | Outros (com menos de 1,00%)  | Outros (com menos de 1,00%)  | 1 198 916        | 2,74 / 100,00    |                  | 0 / 332          |                  |
| Votos Inválidos             | Votos Inválidos              | Votos Inválidos              | 583 069          |                  |                  |                  |                  |
| Total                       | Total                        | Total                        | 44 309 925       | 100,00 / 100,00  |                  | 332 / 332        | 9                |
| Eleitorado/Participação     | Eleitorado/Participação      | Eleitorado/Participação      | 61 946 900       | 71,53 / 100,00   | 0,75             |                  |                  |
| Fonte                       | Fonte                        | Fonte                        | [ 10 ] [ 11 ]    | [ 10 ] [ 11 ]    | [ 10 ] [ 11 ]    | [ 10 ] [ 11 ]    | [ 10 ] [ 11 ]    |

### Método Uninominal (Distrito)
| Partido                 | Partido                      | Partido                      | Distrito Eleitoral | Distrito Eleitoral | Distrito Eleitoral | Distrito Eleitoral | Distrito Eleitoral |
| Partido                 | Partido                      | Partido                      | Votos              | %                  | +/-                | Deputados          | +/-                |
| ----------------------- | ---------------------------- | ---------------------------- | ------------------ | ------------------ | ------------------ | ------------------ | ------------------ |
|                         |                              | União Democrata-Cristã       | 16 233 642         | 37,21 / 100,00     | 5,17               | 191 / 299          | 18                 |
|                         | União Social-Cristã          | 3 544 079                    | 8,12 / 100,00      | 0,74               | 45 / 299           | Estável            |                    |
| CDU/CSU                 | CDU/CSU                      | 19 777 721                   | 45,33 / 100,00     | 5,91               | 236 / 299          | 18                 |                    |
|                         | Partido Social-Democrata     | Partido Social-Democrata     | 12 843 458         | 29,44 / 100,00     | 1,51               | 58 / 299           | 6                  |
|                         | A Esquerda                   | A Esquerda                   | 3 585 178          | 8,22 / 100,00      | 2,86               | 4 / 299            | 12                 |
|                         | Aliança 90/Os Verdes         | Aliança 90/Os Verdes         | 3 180 299          | 7,29 / 100,00      | 1,91               | 1 / 299            | Estável            |
|                         | Partido Democrático Liberal  | Partido Democrático Liberal  | 1 028 645          | 2,36 / 100,00      | 7,07               | 0 / 299            | Estável            |
|                         | Partido Pirata               | Partido Pirata               | 963 623            | 2,21 / 100,00      | 2,10               | 0 / 299            | Estável            |
|                         | Alternativa para a Alemanha  | Alternativa para a Alemanha  | 810 915            | 1,86 / 100,00      | Novo               | 0 / 299            | Novo               |
|                         | Partido Nacional Democrático | Partido Nacional Democrático | 635 135            | 1,46 / 100,00      | 0,32               | 0 / 299            | Estável            |
|                         | Outros (com menos de 1,00%)  | Outros (com menos de 1,00%)  | 407 595            | 1,83 / 100,00      |                    | 0 / 299            |                    |
| Votos Inválidos         | Votos Inválidos              | Votos Inválidos              | 684 883            |                    |                    |                    |                    |
| Total                   | Total                        | Total                        | 44 309 925         | 100,00 / 100,00    |                    | 299 / 299          |                    |
| Eleitorado/Participação | Eleitorado/Participação      | Eleitorado/Participação      | 61 946 900         | 71,53 / 100,00     | 0,75               |                    |                    |
| Fonte                   | Fonte                        | Fonte                        | [ 10 ] [ 11 ]      | [ 10 ] [ 11 ]      | [ 10 ] [ 11 ]      | [ 10 ] [ 11 ]      | [ 10 ] [ 11 ]      |

### Total de Deputados
| Partido | Partido                      | Partido                      | Distrito Eleitoral | Distrito Eleitoral | Lista de Partido | Lista de Partido | Total         | Total         |
| Partido | Partido                      | Partido                      | Deputados          | +/-                | Deputados        | +/-              | Deputados     | +/-           |
| ------- | ---------------------------- | ---------------------------- | ------------------ | ------------------ | ---------------- | ---------------- | ------------- | ------------- |
|         |                              | União Democrata-Cristã       | 191 / 299          | 18                 | 64 / 332         | 43               | 255 / 631     | 61            |
|         | União Social-Cristã          | 45 / 299                     | Estável            | 11 / 332           | 11               | 56 / 631         | 11            |               |
| CDU/CSU | CDU/CSU                      | 236 / 299                    | 18                 | 75 / 332           | 54               | 311 / 631        | 72            |               |
|         | Partido Social-Democrata     | Partido Social-Democrata     | 58 / 299           | 6                  | 135 / 332        | 53               | 193 / 631     | 47            |
|         | A Esquerda                   | A Esquerda                   | 4 / 299            | 12                 | 60 / 332         | Estável          | 64 / 631      | 12            |
|         | Aliança 90/Os Verdes         | Aliança 90/Os Verdes         | 1 / 299            | Estável            | 62 / 332         | 5                | 63 / 631      | 5             |
|         | Partido Democrático Liberal  | Partido Democrático Liberal  | 0 / 299            | Estável            | 0 / 332          | 93               | 0 / 631       | 93            |
|         | Alternativa para a Alemanha  | Alternativa para a Alemanha  | 0 / 299            | Novo               | 0 / 332          | Novo             | 0 / 631       | Novo          |
|         | Partido Pirata               | Partido Pirata               | 0 / 299            | Estável            | 0 / 332          | Estável          | 0 / 631       | Estável       |
|         | Partido Nacional Democrático | Partido Nacional Democrático | 0 / 299            | Estável            | 0 / 332          | Estável          | 0 / 631       | Estável       |
|         | Eleitores Livres             | Eleitores Livres             | 0 / 299            | Novo               | 0 / 332          | Novo             | 0 / 631       | Novo          |
|         | Outros (com menos de 1,00%)  | Outros (com menos de 1,00%)  | 0 / 299            |                    | 0 / 332          |                  | 0 / 631       |               |
| Total   | Total                        | Total                        | 299 / 299          |                    | 332 / 332        | 9                | 631 / 631     | 9             |
| Fonte   | Fonte                        | Fonte                        | [ 10 ] [ 11 ]      | [ 10 ] [ 11 ]      | [ 10 ] [ 11 ]    | [ 10 ] [ 11 ]    | [ 10 ] [ 11 ] | [ 10 ] [ 11 ] |

## Resultados por Estado Federal
A tabela de resultados apresentada refere-se aos votos obtidos na lista de partido e, apenas, refere-se a partidos com mais de 1,0% dos votos:
| Estado                           | %       | D       | %    | D   | %     | D     | %    | D   | %   | D   | %   | D   | %   | D   | %   | D   | %   | D  | Votantes   |
| Estado                           | CDU CSU | CDU CSU | SPD  | SPD | LINKE | LINKE | GRÜ  | GRÜ | FDP | FDP | AFD | AFD | PIR | PIR | NPD | NPD | FW  | FW | Votantes   |
| -------------------------------- | ------- | ------- | ---- | --- | ----- | ----- | ---- | --- | --- | --- | --- | --- | --- | --- | --- | --- | --- | -- | ---------- |
| Estado                           |         |         |      |     |       |       |      |     |     |     |     |     |     |     |     |     |     |    | Votantes   |
| Baden-Württemberg                | 45,7    | 43      | 20,6 | 20  | 4,8   | 5     | 11,0 | 10  | 6,2 | -   | 5,2 | -   | 2,3 | -   | 1,0 | -   | 0,6 | -  | 5 711 469  |
| Baixa Saxônia                    | 41,1    | 31      | 33,1 | 25  | 5,0   | 4     | 8,8  | 6   | 4,2 | -   | 3,7 | -   | 1,7 | -   | 0,8 | -   | 0,5 | -  | 4 491 281  |
| Baviera                          | 49,3    | 56      | 20,0 | 22  | 3,8   | 4     | 8,4  | 9   | 5,1 | -   | 4,3 | -   | 1,9 | -   | 0,9 | -   | 2,7 | -  | 6 633 726  |
| Berlim                           | 28,5    | 9       | 24,6 | 8   | 18,5  | 6     | 12,3 | 4   | 3,6 | -   | 4,9 | -   | 3,6 | -   | 1,5 | -   | 0,4 | -  | 1 815 415  |
| Brandemburgo                     | 34,8    | 9       | 23,1 | 5   | 22,4  | 5     | 4,7  | 1   | 2,5 | -   | 6,0 | -   | 2,2 | -   | 2,6 | -   | 1,0 | -  | 1 412 785  |
| Bremen                           | 29,3    | 2       | 35,6 | 2   | 10,1  | 1     | 12,1 | 1   | 3,4 | -   | 3,7 | -   | 2,6 | -   | 1,1 | -   | 0,2 | -  | 333 022    |
| Hamburgo                         | 32,1    | 5       | 32,4 | 5   | 8,8   | 1     | 12,7 | 2   | 4,8 | -   | 4,2 | -   | 2,8 | -   | 0,6 | -   | 0,3 | -  | 901 213    |
| Hesse                            | 39,2    | 21      | 28,8 | 16  | 6,0   | 3     | 9,9  | 5   | 5,6 | -   | 5,6 | -   | 2,1 | -   | 1,1 | -   | 0,8 | -  | 3 230 483  |
| Mecklemburgo-Pomerânia Ocidental | 42,5    | 6       | 17,8 | 3   | 21,5  | 3     | 4,3  | 1   | 2,2 | -   | 5,6 | -   | 1,9 | -   | 2,7 | -   | 0,9 | -  | 881 718    |
| Renânia do Norte-Vestfália       | 39,8    | 63      | 31,9 | 52  | 6,1   | 10    | 8,0  | 13  | 5,2 | -   | 3,9 | -   | 2,2 | -   | 1,0 | -   | 0,3 | -  | 9 605 247  |
| Renânia-Palatinado               | 43,3    | 16      | 27,5 | 10  | 5,4   | 2     | 7,6  | 3   | 5,5 | -   | 4,8 | -   | 2,2 | -   | 1,1 | -   | 1,3 | -  | 2 251 979  |
| Sarre                            | 37,8    | 4       | 31,0 | 3   | 10,0  | 1     | 5,7  | 1   | 3,8 | -   | 5,2 | -   | 2,6 | -   | 1,7 | -   | 0,7 | -  | 577 428    |
| Saxônia                          | 42,6    | 17      | 14,6 | 6   | 20,0  | 8     | 4,9  | 2   | 3,1 | -   | 6,8 | -   | 2,5 | -   | 3,3 | -   | 1,5 | -  | 2 368 758  |
| Saxônia-Anhalt                   | 41,2    | 9       | 18,2 | 4   | 23,9  | 5     | 4,0  | 1   | 2,6 | -   | 4,2 | -   | 1,9 | -   | 2,2 | -   | 1,0 | -  | 1 198 248  |
| Schleswig-Holstein               | 39,2    | 11      | 31,5 | 9   | 5,2   | 1     | 9,4  | 3   | 5,6 | -   | 4,6 | -   | 2,0 | -   | 0,7 | -   | 0,5 | -  | 1 645 750  |
| Turíngia                         | 38,8    | 9       | 16,1 | 3   | 23,4  | 5     | 4,9  | 1   | 2,6 | -   | 6,2 | -   | 2,4 | -   | 3,2 | -   | 1,4 | -  | 1 251 403  |
| Alemanha                         | 41,5    | 311     | 25,7 | 193 | 8,6   | 64    | 8,4  | 63  | 4,8 | -   | 4,7 | -   | 2,2 | -   | 1,3 | -   | 1,0 | -  | 44 309 925 |

### Baden-Württemberg
| Partido                 | Partido                      | Distrito Eleitoral | Distrito Eleitoral | Distrito Eleitoral | Lista de Partido | Lista de Partido | Lista de Partido | Deputados | +/-     |
| Partido                 | Partido                      | Votos              | %                  | +/-                | Votos            | %                | +/-              | Deputados | +/-     |
| ----------------------- | ---------------------------- | ------------------ | ------------------ | ------------------ | ---------------- | ---------------- | ---------------- | --------- | ------- |
|                         | União Democrata-Cristã       | 2 873 905          | 51,1 / 100,0       | 8,6                | 2 576 606        | 45,7 / 100,0     | 11,3             | 43 / 78   | 6       |
|                         | Partido Social-Democrata     | 1 332 623          | 23,7 / 100,0       | Estável            | 1 160 424        | 20,6 / 100,0     | 1,3              | 20 / 78   | 5       |
|                         | Aliança 90/Os Verdes         | 614 298            | 10,9 / 100,0       | 1,9                | 623 294          | 11,0 / 100,0     | 2,9              | 10 / 78   | 1       |
|                         | Partido Democrático Liberal  | 164 210            | 2,9 / 100,0        | 9,0                | 348 317          | 6,2 / 100,0      | 12,6             | 0 / 78    | 15      |
|                         | Alternativa para a Alemanha  | 133 727            | 2,4 / 100,0        | Novo               | 295 988          | 5,2 / 100,0      | Novo             | 0 / 78    | Novo    |
|                         | A Esquerda                   | 236 251            | 4,2 / 100,0        | 2,2                | 272 456          | 4,8 / 100,0      | 2,4              | 5 / 78    | 1       |
|                         | Partido Pirata               | 113 966            | 2,0 / 100,0        | 1,8                | 130 767          | 2,3 / 100,0      | 0,2              | 0 / 78    | Estável |
|                         | Partido Nacional Democrático | 66 608             | 1,2 / 100,0        | 0,4                | 56 302           | 1,0 / 100,0      | 0,1              | 0 / 78    | Estável |
|                         | Outros                       | 91 823             | 1,6 / 100,0        |                    | 177 865          | 3,3 / 100,0      |                  | 0 / 78    |         |
| Votos Inválidos         | Votos Inválidos              | 84 058             | 1,5 / 100,0        | 0,4                | 69 450           | 1,2 / 100,0      | 0,4              |           |         |
| Total                   | Total                        | 5 711 469          | 100,0 / 100,0      |                    | 5 711 469        | 100,0 / 100,0    |                  | 78 / 78   | 6       |
| Eleitorado/Participação | Eleitorado/Participação      | 7 689 895          | 7 689 895          | 7 689 895          | 7 689 895        | 74,3 / 100,0     | 1,9              |           |         |

### Baixa Saxônia
| Partido                 | Partido                     | Distrito Eleitoral | Distrito Eleitoral | Distrito Eleitoral | Lista de Partido | Lista de Partido | Lista de Partido | Deputados | +/-     |
| Partido                 | Partido                     | Votos              | %                  | +/-                | Votos            | %                | +/-              | Deputados | +/-     |
| ----------------------- | --------------------------- | ------------------ | ------------------ | ------------------ | ---------------- | ---------------- | ---------------- | --------- | ------- |
|                         | União Democrata-Cristã      | 1 946 518          | 43,9 / 100,0       | 5,4                | 1 825 592        | 41,1 / 100,0     | 7,9              | 31 / 66   | 10      |
|                         | Partido Social-Democrata    | 1 699 556          | 38,3 / 100,0       | 2,5                | 1 470 005        | 33,1 / 100,0     | 3,8              | 25 / 66   | 6       |
|                         | Aliança 90/Os Verdes        | 299 885            | 6,8 / 100,0        | 1,6                | 391 901          | 8,8 / 100,0      | 1,9              | 6 / 66    | 1       |
|                         | A Esquerda                  | 189 645            | 4,3 / 100,0        | 3,2                | 223 935          | 5,0 / 100,0      | 3,6              | 4 / 66    | 2       |
|                         | Partido Democrático Liberal | 82 291             | 1,9 / 100,0        | 6,0                | 185 647          | 4,2 / 100,0      | 9,1              | 0 / 66    | 9       |
|                         | Alternativa para a Alemanha | 82 424             | 1,9 / 100,0        | Novo               | 165 875          | 3,7 / 100,0      | Novo             | 0 / 66    | Novo    |
|                         | Partido Pirata              | 60 736             | 1,4 / 100,0        | 1,3                | 74 601           | 1,7 / 100,0      | 0,3              | 0 / 66    | Estável |
|                         | Outros                      | 76 503             | 1,7 / 100,0        |                    | 107 704          | 2,4 / 100,0      |                  | 0 / 66    |         |
| Votos Inválidos         | Votos Inválidos             | 53 723             | 1,2 / 100,0        | 0,1                | 46 021           | 1,0 / 100,0      | 0,1              |           |         |
| Total                   | Total                       | 4 491 281          | 100,0 / 100,0      |                    | 4 491 281        | 100,0 / 100,0    |                  | 66 / 66   | 4       |
| Eleitorado/Participação | Eleitorado/Participação     | 6 117 473          | 6 117 473          | 6 117 473          | 6 117 473        | 73,4 / 100,0     | 0,1              |           |         |

### Baviera
| Partido                 | Partido                       | Distrito Eleitoral | Distrito Eleitoral | Distrito Eleitoral | Lista de Partido | Lista de Partido | Lista de Partido | Deputados | +/-     |
| Partido                 | Partido                       | Votos              | %                  | +/-                | Votos            | %                | +/-              | Deputados | +/-     |
| ----------------------- | ----------------------------- | ------------------ | ------------------ | ------------------ | ---------------- | ---------------- | ---------------- | --------- | ------- |
|                         | União Social-Cristã           | 3 544 079          | 53,9 / 100,0       | 5,7                | 3 243 569        | 49,3 / 100,0     | 6,8              | 56 / 91   | 11      |
|                         | Partido Social-Democrata      | 1 443 710          | 22,0 / 100,0       | 1,9                | 1 314 009        | 20,0 / 100,0     | 3,2              | 22 / 91   | 6       |
|                         | Aliança 90/Os Verdes          | 505 800            | 7,7 / 100,0        | 2,5                | 552 818          | 8,4 / 100,0      | 2,2              | 9 / 91    | 1       |
|                         | Partido Democrático Liberal   | 183 259            | 2,8 / 100,0        | 7,8                | 334 158          | 5,1 / 100,0      | 9,6              | 0 / 91    | 14      |
|                         | Alternativa para a Alemanha   | 146 714            | 2,2 / 100,0        | Novo               | 283 570          | 4,3 / 100,0      | Novo             | 0 / 91    | Novo    |
|                         | A Esquerda                    | 225 218            | 3,4 / 100,0        | 2,4                | 248 920          | 3,8 / 100,0      | 2,7              | 4 / 91    | 2       |
|                         | Eleitores Livres              | 192 702            | 2,9 / 100,0        | Novo               | 180 649          | 2,7 / 100,0      | Novo             | 0 / 91    | Novo    |
|                         | Partido Pirata                | 131 872            | 2,0 / 100,0        | 1,6                | 127 934          | 1,9 / 100,0      | 0,1              | 0 / 91    | Estável |
|                         | Partido Democrático Ecológico | 84 583             | 1,3 / 100,0        | Estável            | 68 365           | 1,0 / 100,0      | 0,1              | 0 / 91    | Estável |
|                         | Outros                        | 113 366            | 1,7 / 100,0        |                    | 226 763          | 3,4 / 100,0      |                  | 0 / 91    |         |
| Votos Inválidos         | Votos Inválidos               | 62 423             | 0,9 / 100,0        | 0,5                | 52 971           | 0,8 / 100,0      | 0,2              |           |         |
| Total                   | Total                         | 6 633 726          | 100,0 / 100,0      |                    | 6 633 726        | 100,0 / 100,0    |                  | 91 / 91   |         |
| Eleitorado/Participação | Eleitorado/Participação       | 9 472 738          | 9 472 738          | 9 472 738          | 9 472 738        | 70,0 / 100,0     | 1,6              |           |         |

### Berlim
| Partido                 | Partido                      | Distrito Eleitoral | Distrito Eleitoral | Distrito Eleitoral | Lista de Partido | Lista de Partido | Lista de Partido | Deputados | +/-     |
| Partido                 | Partido                      | Votos              | %                  | +/-                | Votos            | %                | +/-              | Deputados | +/-     |
| ----------------------- | ---------------------------- | ------------------ | ------------------ | ------------------ | ---------------- | ---------------- | ---------------- | --------- | ------- |
|                         | União Democrata-Cristã       | 536 332            | 30,0 / 100,0       | 3,7                | 508 643          | 28,5 / 100,0     | 5,7              | 9 / 27    | 3       |
|                         | Partido Social-Democrata     | 455 138            | 25,5 / 100,0       | 1,2                | 439 387          | 24,6 / 100,0     | 4,4              | 8 / 27    | 3       |
|                         | A Esquerda                   | 333 148            | 18,7 / 100,0       | 2,0                | 330 507          | 18,5 / 100,0     | 1,7              | 6 / 27    | 1       |
|                         | Aliança 90/Os Verdes         | 243 259            | 13,6 / 100,0       | 3,8                | 220 737          | 12,3 / 100,0     | 4,1              | 4 / 27    | Estável |
|                         | Alternativa para a Alemanha  | 67 483             | 3,8 / 100,0        | Novo               | 88 060           | 4,9 / 100,0      | Novo             | 0 / 27    | Novo    |
|                         | Partido Pirata               | 56 911             | 3,2 / 100,0        | -                  | 64 018           | 3,6 / 100,0      | 0,2              | 0 / 27    | Estável |
|                         | Partido Democrático Liberal  | 25 867             | 1,4 / 100,0        | 5,8                | 63 616           | 3,6 / 100,0      | 7,9              | 0 / 27    | 3       |
|                         | Partido Nacional Democrático | 30 041             | 1,7 / 100,0        | 0,3                | 27 014           | 1,5 / 100,0      | 0,1              | 0 / 27    | Estável |
|                         | O Partido                    | 16 057             | 0,9 / 100,0        | Novo               | 18 673           | 1,0 / 100,0      | Novo             | 0 / 27    | Novo    |
|                         | Outros                       | 21 524             | 1,2 / 100,0        |                    | 27 066           | 1,5 / 100,0      |                  | 0 / 27    |         |
| Votos Inválidos         | Votos Inválidos              | 29 655             | 1,6 / 100,0        | 0,3                | 27 694           | 1,5 / 100,0      | 0,2              |           |         |
| Total                   | Total                        | 1 815 415          | 100,0 / 100,0      |                    | 1 815 415        | 100,0 / 100,0    |                  | 27 / 27   | 4       |
| Eleitorado/Participação | Eleitorado/Participação      | 2 505 718          | 2 505 718          | 2 505 718          | 2 505 718        | 72,5 / 100,0     | 1,6              |           |         |

### Brandemburgo
| Partido                 | Partido                      | Distrito Eleitoral | Distrito Eleitoral | Distrito Eleitoral | Lista de Partido | Lista de Partido | Lista de Partido | Deputados | +/-     |
| Partido                 | Partido                      | Votos              | %                  | +/-                | Votos            | %                | +/-              | Deputados | +/-     |
| ----------------------- | ---------------------------- | ------------------ | ------------------ | ------------------ | ---------------- | ---------------- | ---------------- | --------- | ------- |
|                         | União Democrata-Cristã       | 492 236            | 35,6 / 100,0       | 10,8               | 482 601          | 34,8 / 100,0     | 11,2             | 9 / 20    | 4       |
|                         | Partido Social-Democrata     | 367 713            | 26,6 / 100,0       | 2,1                | 321 174          | 23,1 / 100,0     | 2,0              | 5 / 20    | Estável |
|                         | A Esquerda                   | 330 627            | 23,9 / 100,0       | 5,8                | 311 312          | 22,4 / 100,0     | 6,1              | 5 / 20    | 1       |
|                         | Alternativa para a Alemanha  |                    |                    |                    | 83 075           | 6,0 / 100,0      | Novo             | 0 / 20    | Novo    |
|                         | Aliança 90/Os Verdes         | 53 549             | 3,9 / 100,0        | 1,6                | 65 182           | 4,7 / 100,0      | 1,4              | 1 / 20    | Estável |
|                         | Partido Nacional Democrático | 46 702             | 3,4 / 100,0        | Estável            | 35 578           | 2,6 / 100,0      | Estável          | 0 / 20    | Estável |
|                         | Partido Democrático Liberal  | 21 252             | 1,5 / 100,0        | 5,7                | 35 365           | 2,5 / 100,0      | 6,8              | 0 / 20    | 2       |
|                         | Partido Pirata               | 39 472             | 2,9 / 100,0        | -                  | 30 785           | 2,2 / 100,0      | 0,3              | 0 / 20    | Estável |
|                         | Eleitores Livres             | 9 860              | 0,7 / 100,0        | Novo               | 13 416           | 1,0 / 100,0      | Novo             | 0 / 20    | Novo    |
|                         | Outros                       | 22 234             | 1,6 / 100,0        |                    | 9 874            | 0,7 / 100,0      |                  | 0 / 20    |         |
| Votos Inválidos         | Votos Inválidos              | 29 140             | 2,1 / 100,0        | 0,9                | 24 423           | 1,7 / 100,0      | 0,9              |           |         |
| Total                   | Total                        | 1 412 785          | 100,0 / 100,0      |                    | 1 412 785        | 100,0 / 100,0    |                  | 20 / 20   | 1       |
| Eleitorado/Participação | Eleitorado/Participação      | 2 065 944          | 2 065 944          | 2 065 944          | 2 065 944        | 68,4 / 100,0     | 1,4              |           |         |

### Bremen
| Partido                 | Partido                      | Distrito Eleitoral | Distrito Eleitoral | Distrito Eleitoral | Lista de Partido | Lista de Partido | Lista de Partido | Deputados | +/-     |
| Partido                 | Partido                      | Votos              | %                  | +/-                | Votos            | %                | +/-              | Deputados | +/-     |
| ----------------------- | ---------------------------- | ------------------ | ------------------ | ------------------ | ---------------- | ---------------- | ---------------- | --------- | ------- |
|                         | Partido Social-Democrata     | 133 437            | 40,6 / 100,0       | 4,6                | 117 204          | 35,6 / 100,0     | 5,4              | 2 / 6     | Estável |
|                         | União Democrata-Cristã       | 97 265             | 29,6 / 100,0       | 1,8                | 96 459           | 29,3 / 100,0     | 5,4              | 2 / 6     | 1       |
|                         | Aliança 90/Os Verdes         | 37 667             | 11,5 / 100,0       | 2,9                | 40 014           | 12,1 / 100,0     | 3,3              | 1 / 6     | Estável |
|                         | A Esquerda                   | 28 521             | 8,7 / 100,0        | 4,0                | 33 284           | 10,1 / 100,0     | 4,2              | 1 / 6     | Estável |
|                         | Alternativa para a Alemanha  | 10 764             | 3,3 / 100,0        | Novo               | 12 307           | 3,7 / 100,0      | Novo             | 0 / 6     | Novo    |
|                         | Partido Democrático Liberal  | 6 360              | 1,9 / 100,0        | 5,3                | 11 204           | 3,4 / 100,0      | 7,2              | 0 / 6     | 1       |
|                         | Partido Pirata               | 8 831              | 2,7 / 100,0        | -                  | 8 455            | 2,6 / 100,0      | 0,2              | 0 / 6     | Estável |
|                         | Partido Nacional Democrático | 3 796              | 1,2 / 100,0        | 0,2                | 3 640            | 1,1 / 100,0      | Estável          | 0 / 6     | Estável |
|                         | Partido dos Direitos Animais |                    |                    |                    | 3 465            | 1,1 / 100,0      | -                | 0 / 6     | -       |
|                         | Outros                       | 2 170              | 0,7 / 100,0        |                    | 3 380            | 0,9 / 100,0      |                  | 0 / 6     |         |
| Votos Inválidos         | Votos Inválidos              | 4 211              | 1,3 / 100,0        | 0,2                | 3 610            | 1,1 / 100,0      | 0,2              |           |         |
| Total                   | Total                        | 333 022            | 100,0 / 100,0      |                    | 333 022          | 100,0 / 100,0    |                  | 6 / 6     |         |
| Eleitorado/Participação | Eleitorado/Participação      | 483 823            | 483 823            | 483 823            | 483 823          | 68,8 / 100,0     | 1,5              |           |         |

### Hamburgo
| Partido                 | Partido                     | Distrito Eleitoral | Distrito Eleitoral | Distrito Eleitoral | Lista de Partido | Lista de Partido | Lista de Partido | Deputados | +/-     |
| Partido                 | Partido                     | Votos              | %                  | +/-                | Votos            | %                | +/-              | Deputados | +/-     |
| ----------------------- | --------------------------- | ------------------ | ------------------ | ------------------ | ---------------- | ---------------- | ---------------- | --------- | ------- |
|                         | Partido Social-Democrata    | 336 337            | 37,8 / 100,0       | 4,2                | 288 902          | 32,4 / 100,0     | 5,0              | 5 / 13    | 1       |
|                         | União Democrata-Cristã      | 305 979            | 34,4 / 100,0       | 1,8                | 285 927          | 32,1 / 100,0     | 4,3              | 5 / 13    | 1       |
|                         | Aliança 90/Os Verdes        | 94 473             | 10,6 / 100,0       | 3,9                | 112 826          | 12,7 / 100,0     | 2,9              | 2 / 13    | Estável |
|                         | A Esquerda                  | 66 995             | 7,5 / 100,0        | 2,2                | 78 296           | 8,8 / 100,0      | 2,4              | 1 / 13    | Estável |
|                         | Partido Democrático Liberal | 17 707             | 2,0 / 100,0        | 5,9                | 42 869           | 4,8 / 100,0      | 8,4              | 0 / 13    | 2       |
|                         | Alternativa para a Alemanha | 29 835             | 3,4 / 100,0        | Novo               | 37 142           | 4,2 / 100,0      | Novo             | 0 / 13    | Novo    |
|                         | Partido Pirata              | 22 175             | 2,5 / 100,0        | -                  | 24 505           | 2,8 / 100,0      | 0,2              | 0 / 13    | Estável |
|                         | Outros                      | 16 452             | 1,8 / 100,0        |                    | 20 362           | 2,1 / 100,0      |                  | 0 / 13    |         |
| Votos Inválidos         | Votos Inválidos             | 11 260             | 1,2 / 100,0        | 0,2                | 10 384           | 1,2 / 100,0      | 0,1              |           |         |
| Total                   | Total                       | 901 213            | 100,0 / 100,0      |                    | 901 213          | 100,0 / 100,0    |                  | 13 / 13   |         |
| Eleitorado/Participação | Eleitorado/Participação     | 1 281 918          | 1 281 918          | 1 281 918          | 1 281 918        | 70,3 / 100,0     | 1,0              |           |         |

### Hesse
| Partido                 | Partido                      | Distrito Eleitoral | Distrito Eleitoral | Distrito Eleitoral | Lista de Partido | Lista de Partido | Lista de Partido | Deputados | +/-     |
| Partido                 | Partido                      | Votos              | %                  | +/-                | Votos            | %                | +/-              | Deputados | +/-     |
| ----------------------- | ---------------------------- | ------------------ | ------------------ | ------------------ | ---------------- | ---------------- | ---------------- | --------- | ------- |
|                         | União Democrata-Cristã       | 1 399 206          | 44,5 / 100,0       | 5,1                | 1 232 994        | 39,2 / 100,0     | 7,0              | 21 / 45   | 6       |
|                         | Partido Social-Democrata     | 1 080 828          | 34,4 / 100,0       | 2,1                | 906 906          | 28,8 / 100,0     | 3,2              | 16 / 45   | 4       |
|                         | Aliança 90/Os Verdes         | 236 653            | 7,5 / 100,0        | 1,5                | 313 135          | 9,9 / 100,0      | 2,1              | 5 / 45    | 1       |
|                         | A Esquerda                   | 167 135            | 5,3 / 100,0        | 1,8                | 188 654          | 6,0 / 100,0      | 2,5              | 3 / 45    | 1       |
|                         | Alternativa para a Alemanha  | 37 910             | 1,2 / 100,0        | Novo               | 176 319          | 5,6 / 100,0      | Novo             | 0 / 45    | Novo    |
|                         | Partido Democrático Liberal  | 81 708             | 2,6 / 100,0        | 7,0                | 175 144          | 5,6 / 100,0      | 11,0             | 0 / 45    | 8       |
|                         | Partido Pirata               | 74 084             | 2,4 / 100,0        | 2,3                | 64 655           | 2,1 / 100,0      | Estável          | 0 / 45    | Estável |
|                         | Partido Nacional Democrático | 38 635             | 1,2 / 100,0        | 0,2                | 34 115           | 1,1 / 100,0      | Estável          | 0 / 45    | Estável |
|                         | Outros                       | 25 110             | 0,8 / 100,0        |                    | 56 169           | 1,7 / 100,0      |                  | 0 / 45    |         |
| Votos Inválidos         | Votos Inválidos              | 89 214             | 2,8 / 100,0        | 0,6                | 82 392           | 2,6 / 100,0      | 0,5              |           |         |
| Total                   | Total                        | 3 230 483          | 100,0 / 100,0      |                    | 3 230 483        | 100,0 / 100,0    |                  | 45 / 45   |         |
| Eleitorado/Participação | Eleitorado/Participação      | 4 413 271          | 4 413 271          | 4 413 271          | 4 413 271        | 73,2 / 100,0     | 0,6              |           |         |

### Mecklemburgo-Pomerânia Ocidental
| Partido                 | Partido                      | Distrito Eleitoral | Distrito Eleitoral | Distrito Eleitoral | Lista de Partido | Lista de Partido | Lista de Partido | Deputados | +/-     |
| Partido                 | Partido                      | Votos              | %                  | +/-                | Votos            | %                | +/-              | Deputados | +/-     |
| ----------------------- | ---------------------------- | ------------------ | ------------------ | ------------------ | ---------------- | ---------------- | ---------------- | --------- | ------- |
|                         | União Democrata-Cristã       | 384 607            | 44,4 / 100,0       | 9,5                | 369 048          | 42,5 / 100,0     | 9,4              | 6 / 13    | Estável |
|                         | A Esquerda                   | 204 479            | 23,6 / 100,0       | 5,9                | 186 871          | 21,5 / 100,0     | 7,5              | 3 / 13    | 1       |
|                         | Partido Social-Democrata     | 165 660            | 19,1 / 100,0       | 0,5                | 154 431          | 17,8 / 100,0     | 1,2              | 3 / 13    | 1       |
|                         | Alternativa para a Alemanha  |                    |                    |                    | 48 885           | 5,6 / 100,0      | Novo             | 0 / 13    | Novo    |
|                         | Aliança 90/Os Verdes         | 33 232             | 3,8 / 100,0        | 1,6                | 37 716           | 4,3 / 100,0      | 1,2              | 1 / 13    | Estável |
|                         | Partido Nacional Democrático | 29 218             | 3,4 / 100,0        | Estável            | 23 735           | 2,7 / 100,0      | 0,6              | 0 / 13    | Estável |
|                         | Partido Democrático Liberal  | 11 891             | 1,4 / 100,0        | 5,7                | 18 968           | 2,2 / 100,0      | 7,6              | 0 / 13    | 1       |
|                         | Partido Pirata               | 19 783             | 2,3 / 100,0        | -                  | 16 563           | 1,9 / 100,0      | 0,4              | 0 / 13    | Estável |
|                         | Outros                       | 16 874             | 2,0 / 100,0        |                    | 11 526           | 1,3 / 100,0      |                  | 0 / 13    |         |
| Votos Inválidos         | Votos Inválidos              | 15 974             | 1,8 / 100,0        | 0,1                | 13 975           | 1,6 / 100,0      | 0,1              |           |         |
| Total                   | Total                        | 881 718            | 100,0 / 100,0      |                    | 881 718          | 100,0 / 100,0    |                  | 13 / 13   | 1       |
| Eleitorado/Participação | Eleitorado/Participação      | 1 350 705          | 1 350 705          | 1 350 705          | 1 350 705        | 65,3 / 100,0     | 2,3              |           |         |

### Renânia do Norte-Vestfália
| Partido                 | Partido                      | Distrito Eleitoral | Distrito Eleitoral | Distrito Eleitoral | Lista de Partido | Lista de Partido | Lista de Partido | Deputados | +/-     |
| Partido                 | Partido                      | Votos              | %                  | +/-                | Votos            | %                | +/-              | Deputados | +/-     |
| ----------------------- | ---------------------------- | ------------------ | ------------------ | ------------------ | ---------------- | ---------------- | ---------------- | --------- | ------- |
|                         | União Democrata-Cristã       | 4 148 811          | 43,8 / 100,0       | 4,2                | 3 776 563        | 39,8 / 100,0     | 6,7              | 63 / 138  | 18      |
|                         | Partido Social-Democrata     | 3 472 520          | 36,7 / 100,0       | 1,6                | 3 028 282        | 31,9 / 100,0     | 3,4              | 52 / 138  | 13      |
|                         | Aliança 90/Os Verdes         | 606 235            | 6,4 / 100,0        | 1,4                | 760 642          | 8,0 / 100,0      | 2,1              | 13 / 138  | 1       |
|                         | A Esquerda                   | 483 918            | 5,1 / 100,0        | 2,0                | 582 925          | 6,1 / 100,0      | 2,3              | 10 / 138  | 1       |
|                         | Partido Democrático Liberal  | 228 962            | 2,4 / 100,0        | 6,5                | 498 027          | 5,2 / 100,0      | 9,7              | 0 / 138   | 20      |
|                         | Alternativa para a Alemanha  | 171 511            | 1,8 / 100,0        | Novo               | 372 258          | 3,9 / 100,0      | Novo             | 0 / 138   | Novo    |
|                         | Partido Pirata               | 220 636            | 2,3 / 100,0        | -                  | 209 507          | 2,2 / 100,0      | 0,5              | 0 / 138   | Estável |
|                         | Partido Nacional Democrático | 95 784             | 1,0 / 100,0        | 0,2                | 94 291           | 1,0 / 100,0      | 0,1              | 0 / 138   | Estável |
|                         | Outros                       | 44 216             | 0,5 / 100,0        |                    | 175 662          | 1,7 / 100,0      |                  | 0 / 138   |         |
| Votos Inválidos         | Votos Inválidos              | 132 654            | 1,4 / 100,0        | 0,1                | 107 090          | 1,1 / 100,0      | Estável          |           |         |
| Total                   | Total                        | 9 605 247          | 100,0 / 100,0      |                    | 9 605 247        | 100,0 / 100,0    |                  | 138 / 138 | 9       |
| Eleitorado/Participação | Eleitorado/Participação      | 13 253 554         | 13 253 554         | 13 253 554         | 13 253 554       | 72,5 / 100,0     | 1,1              |           |         |

### Renânia-Palatinado
| Partido                 | Partido                      | Distrito Eleitoral | Distrito Eleitoral | Distrito Eleitoral | Lista de Partido | Lista de Partido | Lista de Partido | Deputados | +/-     |
| Partido                 | Partido                      | Votos              | %                  | +/-                | Votos            | %                | +/-              | Deputados | +/-     |
| ----------------------- | ---------------------------- | ------------------ | ------------------ | ------------------ | ---------------- | ---------------- | ---------------- | --------- | ------- |
|                         | União Democrata-Cristã       | 1 026 360          | 46,6 / 100,0       | 5,1                | 958 655          | 43,3 / 100,0     | 8,3              | 16 / 31   | 3       |
|                         | Partido Social-Democrata     | 716 029            | 32,5 / 100,0       | 3,1                | 608 910          | 27,5 / 100,0     | 3,7              | 10 / 31   | 2       |
|                         | Aliança 90/Os Verdes         | 133 256            | 6,1 / 100,0        | 1,9                | 169 372          | 7,6 / 100,0      | 2,1              | 3 / 31    | Estável |
|                         | Partido Democrático Liberal  | 63 585             | 2,9 / 100,0        | 7,7                | 122 640          | 5,5 / 100,0      | 11,1             | 0 / 31    | 5       |
|                         | A Esquerda                   | 105 928            | 4,8 / 100,0        | 3,3                | 120 338          | 5,4 / 100,0      | 4,0              | 2 / 31    | 1       |
|                         | Alternativa para a Alemanha  | 6 316              | 0,3 / 100,0        | Novo               | 106 414          | 4,8 / 100,0      | Novo             | 0 / 31    | Novo    |
|                         | Partido Pirata               | 55 870             | 2,5 / 100,0        | 2,4                | 49 664           | 2,2 / 100,0      | 0,3              | 0 / 31    | Estável |
|                         | Eleitores Livres             | 48 110             | 2,2 / 100,0        | Novo               | 28 159           | 1,3 / 100,0      | Novo             | 0 / 31    | Novo    |
|                         | Partido Nacional Democrático | 25 853             | 1,2 / 100,0        | 0,4                | 23 980           | 1,1 / 100,0      | 0,1              | 0 / 31    | Estável |
|                         | Outros                       | 19 957             | 0,9 / 100,0        |                    | 26 365           | 1,2 / 100,0      |                  | 0 / 31    |         |
| Votos Inválidos         | Votos Inválidos              | 50 715             | 2,3 / 100,0        | 0,1                | 37 482           | 1,7 / 100,0      | 0,1              |           |         |
| Total                   | Total                        | 2 251 979          | 100,0 / 100,0      |                    | 2 251 979        | 100,0 / 100,0    |                  | 31 / 31   | 1       |
| Eleitorado/Participação | Eleitorado/Participação      | 3 092 424          | 3 092 424          | 3 092 424          | 3 092 424        | 72,8 / 100,0     | 0,8              |           |         |

### Sarre
| Partido                 | Partido                      | Distrito Eleitoral | Distrito Eleitoral | Distrito Eleitoral | Lista de Partido | Lista de Partido | Lista de Partido | Deputados | +/-     |
| Partido                 | Partido                      | Votos              | %                  | +/-                | Votos            | %                | +/-              | Deputados | +/-     |
| ----------------------- | ---------------------------- | ------------------ | ------------------ | ------------------ | ---------------- | ---------------- | ---------------- | --------- | ------- |
|                         | União Democrata-Cristã       | 234 133            | 41,7 / 100,0       | 6,0                | 212 368          | 37,8 / 100,0     | 7,1              | 4 / 9     | Estável |
|                         | Partido Social-Democrata     | 199 723            | 35,5 / 100,0       | 4,2                | 174 592          | 31,0 / 100,0     | 6,3              | 3 / 9     | 1       |
|                         | A Esquerda                   | 48 977             | 8,7 / 100,0        | 9,7                | 56 045           | 10,0 / 100,0     | 11,2             | 1 / 9     | 1       |
|                         | Aliança 90/Os Verdes         | 21 746             | 3,9 / 100,0        | 1,4                | 31 998           | 5,7 / 100,0      | 1,1              | 1 / 9     | Estável |
|                         | Alternativa para a Alemanha  | 24 912             | 4,4 / 100,0        | Novo               | 29 291           | 5,2 / 100,0      | Novo             | 0 / 9     | Novo    |
|                         | Partido Democrático Liberal  | 8 393              | 1,5 / 100,0        | 5,7                | 21 506           | 3,8 / 100,0      | 8,1              | 0 / 9     | 1       |
|                         | Partido Pirata               | 13 880             | 2,5 / 100,0        | -                  | 14 693           | 2,6 / 100,0      | 1,1              | 0 / 9     | Estável |
|                         | Partido Nacional Democrático | 9 231              | 1,6 / 100,0        | 0,2                | 9 691            | 1,7 / 100,0      | 0,4              | 0 / 9     | Estável |
|                         | Partido da Família           |                    |                    |                    | 7 449            | 1,3 / 100,0      | 0,2              | 0 / 9     | Estável |
|                         | Outros                       | 954                | 0,2 / 100,0        |                    | 4 927            | 1,0 / 100,0      |                  | 0 / 9     |         |
| Votos Inválidos         | Votos Inválidos              | 15 479             | 2,7 / 100,0        | 0,4                | 14 868           | 2,6 / 100,0      | 0,7              |           |         |
| Total                   | Total                        | 577 428            | 100,0 / 100,0      |                    | 577 428          | 100,0 / 100,0    |                  | 9 / 9     | 1       |
| Eleitorado/Participação | Eleitorado/Participação      | 796 072            | 796 072            | 796 072            | 796 072          | 72,5 / 100,0     | 1,2              |           |         |

### Saxônia
| Partido                 | Partido                      | Distrito Eleitoral | Distrito Eleitoral | Distrito Eleitoral | Lista de Partido | Lista de Partido | Lista de Partido | Deputados | +/-     |
| Partido                 | Partido                      | Votos              | %                  | +/-                | Votos            | %                | +/-              | Deputados | +/-     |
| ----------------------- | ---------------------------- | ------------------ | ------------------ | ------------------ | ---------------- | ---------------- | ---------------- | --------- | ------- |
|                         | União Democrata-Cristã       | 1 080 087          | 46,5 / 100,0       | 7,0                | 994 601          | 42,6 / 100,0     | 7,1              | 17 / 33   | 1       |
|                         | A Esquerda                   | 500 300            | 21,5 / 100,0       | 2,7                | 467 045          | 20,0 / 100,0     | 4,5              | 8 / 33    | Estável |
|                         | Partido Social-Democrata     | 375 941            | 16,2 / 100,0       | 1,1                | 340 819          | 14,6 / 100,0     | Estável          | 6 / 33    | 1       |
|                         | Alternativa para a Alemanha  |                    |                    |                    | 157 781          | 6,8 / 100,0      | Novo             | 0 / 33    | Novo    |
|                         | Aliança 90/Os Verdes         | 103 470            | 4,5 / 100,0        | 1,5                | 113 916          | 4,9 / 100,0      | 1,8              | 2 / 33    | Estável |
|                         | Partido Nacional Democrático | 99 553             | 4,3 / 100,0        | 0,2                | 76 436           | 3,3 / 100,0      | 0,7              | 0 / 33    | Estável |
|                         | Partido Democrático Liberal  | 55 673             | 2,4 / 100,0        | 7,8                | 71 259           | 3,1 / 100,0      | 10,2             | 0 / 33    | 4       |
|                         | Partido Pirata               | 57 250             | 2,5 / 100,0        | -                  | 58 561           | 2,5 / 100,0      | -                | 0 / 33    | -       |
|                         | Eleitores Livres             | 27 254             | 1,2 / 100,0        | Novo               | 34 858           | 1,5 / 100,0      | Novo             | 0 / 33    | Novo    |
|                         | Outros                       | 25 365             | 1,1 / 100,0        |                    | 17 376           | 0,7 / 100,0      |                  | 0 / 33    |         |
| Votos Inválidos         | Votos Inválidos              | 43 865             | 1,9 / 100,0        | 0,3                | 36 106           | 1,5 / 100,0      | Estável          |           |         |
| Total                   | Total                        | 2 368 758          | 100,0 / 100,0      |                    | 2 368 758        | 100,0 / 100,0    |                  | 33 / 33   | 2       |
| Eleitorado/Participação | Eleitorado/Participação      | 3 406 430          | 3 406 430          | 3 406 430          | 3 406 430        | 69,5 / 100,0     | 4,5              |           |         |

### Saxônia-Anhalt
| Partido                 | Partido                      | Distrito Eleitoral | Distrito Eleitoral | Distrito Eleitoral | Lista de Partido | Lista de Partido | Lista de Partido | Deputados | +/-     |
| Partido                 | Partido                      | Votos              | %                  | +/-                | Votos            | %                | +/-              | Deputados | +/-     |
| ----------------------- | ---------------------------- | ------------------ | ------------------ | ------------------ | ---------------- | ---------------- | ---------------- | --------- | ------- |
|                         | União Democrata-Cristã       | 491 418            | 41,8 / 100,0       | 9,8                | 485 781          | 41,2 / 100,0     | 11,1             | 9 / 19    | 4       |
|                         | A Esquerda                   | 299 032            | 25,4 / 100,0       | 6,6                | 282 319          | 23,9 / 100,0     | 8,5              | 5 / 19    | 1       |
|                         | Partido Social-Democrata     | 230 859            | 19,6 / 100,0       | 0,2                | 214 731          | 18,2 / 100,0     | 1,3              | 4 / 19    | 1       |
|                         | Alternativa para a Alemanha  | 16 657             | 1,4 / 100,0        | Novo               | 49 661           | 4,2 / 100,0      | Novo             | 0 / 19    | Novo    |
|                         | Aliança 90/Os Verdes         | 38 929             | 3,3 / 100,0        | 1,3                | 46 858           | 4,0 / 100,0      | 1,1              | 1 / 19    | Estável |
|                         | Partido Democrático Liberal  | 20 679             | 1,8 / 100,0        | 6,0                | 30 998           | 2,6 / 100,0      | 7,7              | 0 / 19    | 2       |
|                         | Partido Nacional Democrático | 26 085             | 2,2 / 100,0        | 0,3                | 25 900           | 2,2 / 100,0      | Estável          | 0 / 19    | Estável |
|                         | Partido Pirata               | 25 756             | 2,2 / 100,0        | -                  | 22 753           | 1,9 / 100,0      | 0,5              | 0 / 19    | Estável |
|                         | Eleitores Livres             | 18 070             | 1,5 / 100,0        | Novo               | 12 358           | 1,0 / 100,0      | Novo             | 0 / 19    | Novo    |
|                         | Outros                       | 9 022              | 0,8 / 100,0        |                    | 7 456            | 0,7 / 100,0      |                  | 0 / 19    |         |
| Votos Inválidos         | Votos Inválidos              | 21 741             | 1,8 / 100,0        | 0,3                | 19 433           | 1,6 / 100,0      | 0,4              |           |         |
| Total                   | Total                        | 1 198 248          | 100,0 / 100,0      |                    | 1 198 248        | 100,0 / 100,0    |                  | 19 / 19   | 2       |
| Eleitorado/Participação | Eleitorado/Participação      | 1 930 880          | 1 930 880          | 1 930 880          | 1 930 880        | 62,1 / 100,0     | 1,6              |           |         |

### Schleswig-Holstein
| Partido                 | Partido                     | Distrito Eleitoral | Distrito Eleitoral | Distrito Eleitoral | Lista de Partido | Lista de Partido | Lista de Partido | Deputados | +/-     |
| Partido                 | Partido                     | Votos              | %                  | +/-                | Votos            | %                | +/-              | Deputados | +/-     |
| ----------------------- | --------------------------- | ------------------ | ------------------ | ------------------ | ---------------- | ---------------- | ---------------- | --------- | ------- |
|                         | União Democrata-Cristã      | 708 702            | 43,6 / 100,0       | 5,2                | 638 756          | 39,2 / 100,0     | 7,0              | 11 / 24   | 2       |
|                         | Partido Social-Democrata    | 596 882            | 36,7 / 100,0       | 4,3                | 513 725          | 31,5 / 100,0     | 4,7              | 9 / 24    | 3       |
|                         | Aliança 90/Os Verdes        | 111 921            | 6,9 / 100,0        | 3,2                | 153 137          | 9,4 / 100,0      | 3,3              | 3 / 24    | Estável |
|                         | Partido Democrático Liberal | 37 526             | 2,3 / 100,0        | 8,3                | 91 714           | 5,6 / 100,0      | 10,7             | 0 / 24    | 4       |
|                         | A Esquerda                  | 66 183             | 4,1 / 100,0        | 3,0                | 84 177           | 5,2 / 100,0      | 2,7              | 1 / 24    | 1       |
|                         | Alternativa para a Alemanha | 58 681             | 3,6 / 100,0        | Novo               | 74 346           | 4,6 / 100,0      | Novo             | 0 / 24    | Novo    |
|                         | Partido Pirata              | 31 621             | 1,9 / 100,0        | -                  | 32 217           | 2,0 / 100,0      | 0,1              | 0 / 24    | Estável |
|                         | Outros                      | 15 482             | 1,0 / 100,0        |                    | 40 218           | 2,4 / 100,0      |                  | 0 / 24    |         |
| Votos Inválidos         | Votos Inválidos             | 18 752             | 1,1 / 100,0        | 1,3                | 17 460           | 1,1 / 100,0      | 1,0              |           |         |
| Total                   | Total                       | 1 645 750          | 100,0 / 100,0      |                    | 1 645 750        | 100,0 / 100,0    |                  | 24 / 24   |         |
| Eleitorado/Participação | Eleitorado/Participação     | 2 251 796          | 2 251 796          | 2 251 796          | 2 251 796        | 73,1 / 100,0     | 0,5              |           |         |

### Turíngia
| Partido                 | Partido                      | Distrito Eleitoral | Distrito Eleitoral | Distrito Eleitoral | Lista de Partido | Lista de Partido | Lista de Partido | Deputados | +/-     |
| Partido                 | Partido                      | Votos              | %                  | +/-                | Votos            | %                | +/-              | Deputados | +/-     |
| ----------------------- | ---------------------------- | ------------------ | ------------------ | ------------------ | ---------------- | ---------------- | ---------------- | --------- | ------- |
|                         | União Democrata-Cristã       | 508 083            | 41,3 / 100,0       | 8,2                | 477 283          | 38,8 / 100,0     | 7,6              | 9 / 18    | 2       |
|                         | A Esquerda                   | 298 821            | 24,3 / 100,0       | 4,8                | 288 615          | 23,4 / 100,0     | 5,4              | 5 / 18    | Estável |
|                         | Partido Social-Democrata     | 236 502            | 19,2 / 100,0       | 1,5                | 198 714          | 16,1 / 100,0     | 1,5              | 3 / 18    | Estável |
|                         | Alternativa para a Alemanha  | 23 981             | 2,0 / 100,0        | Novo               | 76 013           | 6,2 / 100,0      | Novo             | 0 / 18    | Novo    |
|                         | Aliança 90/Os Verdes         | 45 926             | 3,7 / 100,0        | 1,4                | 60 511           | 4,9 / 100,0      | 1,1              | 1 / 18    | Estável |
|                         | Partido Nacional Democrático | 46 036             | 3,7 / 100,0        | 0,2                | 39 107           | 3,2 / 100,0      | Estável          | 0 / 18    | Estável |
|                         | Partido Democrático Liberal  | 19 282             | 1,6 / 100,0        | 6,1                | 32 101           | 2,6 / 100,0      | 7,2              | 0 / 18    | 2       |
|                         | Partido Pirata               | 30 780             | 2,5 / 100,0        | -                  | 29 499           | 2,4 / 100,0      | 0,1              | 0 / 18    | Estável |
|                         | Eleitores Livres             | 13 874             | 1,1 / 100,0        | Novo               | 17 613           | 1,4 / 100,0      | Novo             | 0 / 18    | Novo    |
|                         | Outros                       | 6 099              | 0,5 / 100,0        |                    | 12 237           | 0,9 / 100,0      |                  | 0 / 18    |         |
| Votos Inválidos         | Votos Inválidos              | 22 019             | 1,8 / 100,0        | 0,4                | 19 710           | 1,6 / 100,0      | 0,3              |           |         |
| Total                   | Total                        | 1 251 403          | 100,0 / 100,0      |                    | 1 251 403        | 100,0 / 100,0    |                  | 18 / 18   |         |
| Eleitorado/Participação | Eleitorado/Participação      | 1 834 259          | 1 834 259          | 1 834 259          | 1 834 259        | 68,2 / 100,0     | 3,0              |           |         |